# Brno-Bohunice
Brno-Bohunice je městská část na jihozápadě statutárního města Brna. Je tvořena městskou čtvrtí Bohunice (německy Bohonitz), původně samostatnou obcí, která byla k Brnu připojena v roce 1919. Její katastrální území má rozlohu 3,02 km². Samosprávná městská část vznikla 24. listopadu 1990. Žije zde přes 14 000 obyvatel.
Pro účely senátních voleb je území městské části Brno-Bohunice zařazeno do volebního obvodu číslo 58.

## Sousedící městské části a obce
Území městské části Brno-Bohunice hraničí na západě s městskou částí Brno-Starý Lískovec, na severozápadě s městskou částí Brno-Nový Lískovec, na severu a východě s městskou částí Brno-střed, na jihovýchodě s městskou částí Brno-jih a na jihu s obcí Moravany.

## Charakter městské části
Bohunice mají spíše městský charakter a zvlněnou krajinu se znatelnými výškovými rozdíly v zástavbě městské části. Tvoří je rozsáhlé panelové sídliště, v jehož středu se nachází zástavba zbytku původní vesnice. Jižně od původní zástavby protéká říčka Leskava. Zajímavostí východní části sídliště je, že jsou zdejší ulice pojmenovány podle svazových republik bývalého Sovětského svazu. Severně od sídliště se na severní straně Jihlavské ulice rozkládá přilehlý rozsáhlý areál Fakultní nemocnice Brno, který zasahuje i na území sousední městské části Brno-Starý Lískovec, a sousední vysokou zdí obehnaný areál zdejší vazební věznice, od něhož se směrem na východ nachází budova zdejšího nákupního centra Kaufland. V nejzápadnější části katastru Bohunic vyrostla roku 2008 severní polovina obchodního centra Campus Square, jehož jižní polovina se nachází již v katastrálním území sousední městské části Brno-Starý Lískovec. V Bohunické části tohoto obchodního centra se nachází například hypermarket společnosti Tesco.

## Doprava
Přestože jižním okrajem katastru Bohunic prochází dálnice D1 z Prahy do Brna, nemá na ni městská část ze svého území žádné přímé napojení. Severně od ní a jižně od Leskavy zde prochází také železniční trasa z Brna do Střelic. Spojení se středem města zajišťuje dopravní podnik města Brna prostřednictvím tramvajových linek číslo 6, 7 a 8 (jedou ze Starého Lískovce / Nemocnice Bohunice do Králova Pole / Černých Polí / Líšně, či naopak) a několika autobusových a trolejbusových linek. Spojení se St. Lískovcem zajišťují tramvajové linky č. 6 a 7 a autobusové linky č. 40, 50, E50 a 69. V noci dopravu zajišťují noční autobusové linky N90, N91 a N96.

## Historický přehled
První zmínka o Bohunicích je ze září 1237. Malá okrajová část (pozemky patřící původně ke Starému Brnu) moderního katastru Bohunic byla připojena k Brnu už 6. července 1850, avšak katastr tehdejší obce Bohunic až 16. dubna 1919. V souvislosti s rozsáhlou katastrální reformou Brna ze druhé poloviny 60. let 20. století došlo také ke znatelným úpravám katastrálních hranic Bohunic: celá východní část katastru s velkou částí areálu Kohnovy cihelny a pozemků kolem Brněnského krematoria, dále o svoji část Nového Lískovce, jakož i zalesněné území východně od něho; pro změnu získaly část katastru Horních Heršpic a od Lískovce zástavbu na západní straně Humenné ulice. Koncem 60. let 20. století bylo rozhodnuto vybudovat v nevyužitých částech Bohunic a Starého Lískovce sídliště pro 30 000 lidí, jehož výstavba začala roku 1971 na východě bohunického katastru mezi areálem ústředního hřbitova a zástavbou původní obce, jejíž některé části byly nakonec zbořeny. Výstavba sídliště zasáhla velmi citelně do života bohunických občanů. Půda a pole, zahrádky a sady, na kterých hospodařily celé generace, byly postupně násilně vyvlastňovány nebo za směšnou cenu pod nátlakem vykupovány. Bohunice a jejich okolí se od roku 1973 pomalu měnily v obrovské staveniště. Vše, co stálo v cestě výstavby panelových domů a dálnice, muselo pryč. Majitelé nemovitostí, ve kterých bydleli po mnoho staletí jejich předci, byli ze svých domovů vyhnáni a přestěhováni do panelových bytů. Výše zmíněná výstavba sídliště na katastrech Bohunic a Starého Lískovce byla též důvodem návrhu na výraznou změnu hranice mezi oběma katastry, která byla projednána s odborem Vnitřních věcí Národního výboru města Brna dne 20. prosince 1978. Bylo navrženo, aby nová hranice vstoupila v platnost k 1. dubnu 1979. K Bohunicím ze Starého Lískovce přešlo necelých 14 hektarů, přičemž většinu nové hranice vytvořila téměř celá ulice Osová, respektive východní okraj silnice v této ulici. Rozloha Bohunic se tím rozrostla z 279,6 hektarů na 293,4 hektarů a hranice mezi oběma katastry se prodloužila z 1108 metrů na 1326 metrů. K 17. únoru 2011 pak vstoupila v platnost další změna hranice mezi Starým Lískovcem a Bohunicemi, tentokrát na křižovatce ulic Osová a Jihlavská, kdy ze Starého Lískovce přešlo k Bohunicím 4221 m², zatímco z Bohunic ke Starému Lískovci 3609 m². Ke 12. únoru 2014 nabyla účinnosti drobná změna hranice Bohunic a Pisárek, a tím zároveň i změna hranice městských částí Brno-Bohunice a Brno-střed v ulici Vinohrady, kdy z Bohunic přešly k Pisárkám (tedy k městské části Brno-střed) parcely o rozloze 42 m². Tyto pozemky náležely do 60. let 20. století ke katastrálnímu území Staré Brno a Vídeňka. K 11. březnu 2023 došlo v areálu nemocnice Bohunice ke změně katastrální hranice mezi Bohunicemi a Starým Lískovcem; od té doby patří zanedbatelná část starolískoveckého katastru (jedná se o asi polovinu Centra informatiky Fakultní nemocnice Brno) do městské části Brno-Bohunice.

## Správní vývoj
- 1945 – 31. prosince 1946 – území moderní městské části bylo rozděleno následovně: pozemky tehdy patřící do k. ú. Bohunice, spadaly pod brněnský MNV Bohunice, tehdy lískovecká část moderního katastru Bohunic spadala pod MNV Starý Lískovec, okrajové části moderního katastru Bohunic pak spadaly pod MNV Staré Brno a MNV Horní Heršpice
- 1947–1949 – téměř celé území moderní městské části Brno-Bohunice bylo součástí městského obvodu Brno II, tehdy hornoheršpické pozemky byly součástí městského obvodu Brno VIII.
- 1949–1954 – správní hranice v rámci území moderní městské části Brno-Bohunice se vůbec nezměnily, obvody byly pouze přečíslovány. Většina území Bohunic nyní spadala do městského obvodu Brno V, jehož součástí byl dále například Starý a Nový Lískovec, tehdy hornoheršpické pozemky do městského obvodu Brno XI.
- 1954–1971 – v tomto období zůstávaly správní hranice na území Bohunic stabilní, avšak došlo ke správnímu rozdělení tehdejšího katastru bohunic na dvě části, mezi nimiž hranici tvořila polní cesta vedoucí přes Netroufalky. Území jižně od této hranice spadalo do městského obvodu Brno VIII-Bohunice (od 20. května 1957[5] nazýván Brno VIII-Bohunice), severně od ní k městskému obvodu Brno I, tehdy hornoheršpické pozemky spadaly do městského obvodu Brno IX (od 20. května 1957 nazýván Brno IX-Horní Heršpice). Od roku 1960 se bohunický obvod nazýval Bohunice, zatímco hornoheršpický Horní Heršpice. Od roku 1960 stály v čele bohunického a hornoheršpického obvodu místní národní výbory a tyto obvody se označovaly jako městské části. Součástí bohunického obvodu byl i Starý Lískovec
- 26. listopadu 1971 – 31. prosince 1975 – celé katastrální území Bohunice a celé tehdejší katastrální území Starý Lískovec (k němuž tehdy patřily i pozemky, na nichž později vyrostlo téměř celé sídliště Kamenný Vrch), tvořilo městskou část, která se z počátku nazývala Brno VIII-Bohunice,[6] od 1. května 1972[7] již jen Brno-Bohunice
- 1. ledna 1976[8] – 23. listopadu 1990 – Bohunice byly součástí městského obvodu Brno I.
- od 24. listopadu 1990 – moderní samosprávná městská část Brno-Bohunice.

## Obyvatelstvo
| 1869 | 1880 | 1890 | 1900 | 1910  | 1921  | 1930  | 1950  | 1961  | 1970  | 1980   | 1991   | 2001   | 2011   | 2021   |
| ---- | ---- | ---- | ---- | ----- | ----- | ----- | ----- | ----- | ----- | ------ | ------ | ------ | ------ | ------ |
| 435  | 594  | 891  | 990  | 1 436 | 1 463 | 2 023 | 2 882 | 1 829 | 1 816 | 13 329 | 17 361 | 16 398 | 14 683 | 14 212 |